# Jan Radwański (wojskowy)
Jan Radwański (ur. ?, zm. 29 maja 1920 pod Medówką) – plutonowy Wojska Polskiego, kawaler Orderu Virtuti Militari.

## Życiorys
Od 1 stycznia 1919 pełnił służbę w Wojsku Polskim. Został wcielony do 2. kompanii 50 pułku strzelców kresowych. Wziął udział w walkach pułku na wojnie z bolszewikami. Poległ 29 maja 1920 pod wsią Medówka, położoną nad rzeką Rośka w byłym powiecie lipowieckim guberni kijowskiej.
11 września 1920 dowódca 2. kompanii podporucznik Julian Dotzauer sporządził wniosek na odznaczenie plutonowego Radwańskiego Orderem Virtuti Militari, w którym napisał: pełnił służbę wartowniczą przy zdobytym pociągu pancernym. Z chwilą ataku nieprzyjaciela w dniu 28 maja 1920 na Kotiurzyńce korzystając z naturalnej ochrony, jaką przedstawiał pociąg pancerny ogniem karabinów maszynowych i piechoty prażył ze skutkiem nieprzyjaciela i w chwili przełomowej zszedł ze stanowiska do wsi, gdzie nadal jesszcze walka trwała i wraz z ppor. Surynem z 1 baterii 13 pap zaatakował północno-zachodnią część wsi wypierając ostatecznie nieprzyjaciela z tego rejonu. Wniosek został popraty przez dowódcę I batalionu kapitana Teofila Gregorczyka, dowódcę pułku podpułkownika Rudolfa Siwego, dowódcę XXVI Brygady Piechoty pułkownika Józefa Beckera i w zastępstwie dowódcy 13 Dywizji Piechoty generała podporucznika Leona Pachuckiego.

## Ordery i odznaczenia
- Krzyż Srebrny Orderu Wojskowego Virtuti Militari nr 1510[1] – 13 maja 1921[7][8][9]